# Бейли, Хорас
Хорас Питер Бейли (англ. Horace Peter Bailey; 3 июля 1881, Дерби — 1 августа 1960, Бигглсуэйд, Бедфордшир) — английский футболист, чемпион Олимпийских игр 1908 года.

## Биография
Был вторым из пятерых детей мастера-литейщика железа и латуни Питера Бейли и его жены Сары. Окончил школу для мальчиков при церкви святого Иакова в Дерби, затем был служащим в компании «Железная дорога Мидленда» (Midland Railway). Во время Первой мировой войны вступил в 109-ю Королевскую инженерную роту, дослужившись до звания капрала. Служил в Италии.

## Футбольная карьера
Сыграл более 100 матчей в Английской футбольной лиге. Был голкипером сборной Великобритании, которая завоевала золотые медали на Олимпийских играх 1908 года. Был запасным вратарём и на Олимпийских играх 1912 года, но не сыграл тогда ни одного матча, поэтому обладателем золотой олимпийской медали этих Игр не считается.
Кроме того, с марта по июнь 1908 года сыграл пять матчей за национальную сборную Англии, из них четыре — во время центральноевропейского турне сборной Англии, в котором она первый раз играла со сборными из-за пределов Великобритании.

## Семья
В сентябре 1913 года женился на дочери ювелира Минни Дороти Смит, имел с ней сына Питера.